# 平田統也
平田 統也（ひらたとうや、2009年9月6日 - )は、香川県出身の日本の競泳選手。専門は自由形および背泳ぎ。中学在学中に、長水路4種目・短水路4種目、計8種目の日本中学記録を樹立している。

## 経歴
3歳で水泳を始め、現在は坂出伊藤スイミングスクールに所属しており、週6日練習に励んでいる。 所属先では、パリ五輪男子200m平泳ぎ代表の花車優を小学5年から高校3年まで指導していた塩崎健太コーチの指導を受けている。

### 中学時代
2023年8月、第50回全国中学校水泳競技大会（全中）男子100メートル背泳ぎに出場し、57秒31の香川県中学新記録で初優勝を果たした。この大会では、前日の200メートル背泳ぎで2位に終わったことをバネに「リベンジマッチ」として臨み、後半の潜水キック（バサロ）でトップに立つレース展開を見せた。自身が目標とする選手はロンドン五輪銀メダリストの入江陵介であり、「後継者になれるよう頑張りたい」と語っている。
2024年 第11回アジアエージグループ選手権は2月26日から4日間、フィリピンで行われ、県勢の平田統也（丸亀南中2年、坂出伊藤S）がグループC（12〜14歳）の個人、リレー計8種目で優勝した。（50メートル自由形 23秒21 優勝、 50メートル背泳ぎ 26秒30 優勝、100メートル背泳ぎ 57秒43 優勝、200メートル背泳ぎ 2分06秒63 優勝、400メートル フリーリレー 優勝、400メートル メドレーリレー 優勝、400メートル男女混合リレー 優勝、400メートル男女混合メドレー 優勝）  
2024年3月17日　水泳競泳国際大会代表選手選考会　50メートル背泳ぎにおいて中学生2年生でA決勝進出。同日50メートル背泳ぎ予選にて25秒72の中学新記録樹立。  
2024年8月、第47回全国JOCジュニアオリンピックカップ夏季大会の男子13〜14歳50メートル自由形で23秒00を記録し、日本中学新記録を樹立して優勝した。これは自身3種目目の日本中学記録更新であり、同大会の優秀選手にも選出された。
2024年9月に佐賀市で開催された国民スポーツ大会（SAGA2024）に出場し、少年男子B100メートル背泳ぎで56秒28を記録して優勝した。中学3年生ながら1学年上の高校生たちを抑えての勝利であり、レース後には「55秒台を出したかったので悔しい。それでもこの夏オリンピアンに近いタイムが出せたので、一歩前に踏み出せたように感じている」とコメントしている。  
2024年10月5日、高松市の香川県立総合水泳プールで行われた大会に出場し、男子100メートル個人メドレーで53秒79の短水路日本中学新記録を樹立した。  さらに翌10月6日には、男子50メートル背泳ぎでも24秒01を記録し、短水路日本中学記録を更新した。
2024年11月、東京アクアティクスセンターで開催された東京スイミングセンター優秀選手招待大会に出場。男子50メートル背泳ぎ決勝では、自身が保持していた日本中学記録を0秒09更新する25秒63をマークし、準優勝を果たした。この大会では、5日間で8種目に出場し、100メートル自由形では長水路で自身4種目目となる日本中学新記録を樹立。100メートルバタフライでは香川県中学新記録（55秒47）を更新し、100メートル背泳ぎでも55秒82と、2度目の55秒台を記録するなど、多くの好成績を収めた。
2025年3月に開催された第100回日本選手権水泳競技大会に出場し、男子100メートル自由形で49秒79の日本中学新記録を樹立した。この記録は中学生として初の49秒台であった。さらに同大会では、100メートル背泳ぎおよび50メートル背泳ぎでも中学記録を更新し、1大会で計3種目の日本中学記録を達成した。  100メートル背泳ぎは55秒05の日本中学新記録を樹立。このタイムは、1988年ソウルオリンピックで鈴木大地選手が金メダルを獲得した際の記録と同タイムである。  
元五輪金メダリストである萩野公介は、2025年3月に開催された第100回日本選手権水泳競技大会を現地で観戦し、平田統也について「手足が長く、柔らかみを感じる泳ぎが特徴。バサロも胸椎から動いていて、非常に強みだと思う」と評価した。また、「今後、100メートル背泳ぎで世界を目指すのであれば、スピードだけでなく、200メートルの体力もつけていく必要がある」とし、成長に期待を寄せている。さらに、平田が課題として挙げていたターン後の蹴りについては、「壁際の筋力は大学生の方が強く、自然と伸びていく部分だと思う」とコメントしている。
2025年3月に行われた全国JOCジュニアオリンピックカップ春季大会（短水路）において、男子15・16歳区分の50メートル自由形で22秒19、100メートル背泳ぎで51秒77を記録し、それぞれ日本中学短水路新記録を樹立して2冠を達成した。100メートル背泳ぎは県短水路新記録でもあり、同大会の優秀選手賞を受賞している。  

### 高校時代
2025年4月より香川県立高松工芸高等学校に入学。坂出市のスイミングスクールを拠点としつつ、同校の水泳部にも所属し、競技と学業を両立させる姿勢を示している。入学式では「高校記録の更新を目指し、勉強も周囲に置いていかれないように頑張りたい」と語り、2025年8月に開催予定の世界ジュニア選手権（ルーマニア）への出場に向けて意欲を示した。  
2025年6月に行われた香川県高校総合体育大会の水泳競技に出場し、男子200メートル背泳ぎで2分5秒26の大会新記録を樹立して優勝。4×100メートルフリーリレーでは1泳として出場し、100メートル自由形を51秒40で泳ぎ、香川県の高校新記録および大会新記録を更新した。翌日には男子100メートル背泳ぎでも圧倒的な泳ぎを見せて1位となり、4×200メートルフリーリレーでも1泳として後続に大きな差をつけてチームの優勝に貢献した。
2025年6月、香川県高校総体に出場した平田統也（高松工芸高等学校）は、男子200メートル背泳ぎで2分5秒26の大会新記録を樹立し優勝。また、男子400メートルリレー2025年7月には、四国高校選手権後期の男子200m背泳ぎで、自身の香川県記録を0秒50更新する2分01秒86をマークし、優勝を果たした。
2025年6月、高松市で開催された高松市オープン水泳競技大会に出場し、男子50メートル自由形で23秒33を記録し、香川県高校記録に並んだ。また、同大会では男子100メートルバタフライでも55秒93を記録して優勝している。同年8月にルーマニアで開催予定の世界ジュニア選手権では、日本代表として男子50メートル背泳ぎでの出場が予定されている。
2025年7月19日、四国高校選手権後期（高知・くろしおアリーナ）にて、男子200メートル背泳ぎに出場し、2分1秒86を記録。これは自身の保持していた香川県記録を0秒50更新するもので、香川県新記録、県高校新記録、大会新記録として優勝を果たした。
2025年8月、ルーマニア・オトペニで開催される世界ジュニア選手権（19日～24日）に日本代表として出場予定で、15日の出発前に所属する坂出伊藤スイミングスクールで最終練習を行った。個人では50m・100m背泳ぎと自由形、男子400mフリーリレーおよび男女混合400mフリーリレーに出場予定で、「19日の100メートル背泳ぎで自己ベストを更新し、ほかの選手たちに流れを作っていきたい。世界ジュニアを経験してオリンピアンになりたい」と抱負を述べた。

## 主な国際大会での戦績

### 第11回アジアエージグループ選手権（グループC）
2024年2月26日〜2月30日までフィリピンで開催された第11回アジアエージグループ選手権にて計8種目で金メダルを獲得。・50m自由形 23秒21 優勝・50メートル背泳ぎ 26秒30 優勝・100メートル背泳ぎ 57秒43 優勝・200メートル背泳ぎ 2分06秒63 優勝・400メートル フリーリレー 優勝・400メートル メドレーリレー 優勝・400メートル男女混合リレー 優勝・400メートル男女混合メドレー 優勝。

### 第10回世界ジュニア水泳選手権
2025年8月19日、ルーマニア・オトペニで開催された2025年世界ジュニア水泳選手権における男子4×100メートルフリーリレー決勝に出場し、3分18秒40の日本高校新記録を樹立した（黒田一瑳49秒34、沼田頼人49秒00、平田統也50秒87、小島夢貴49秒19）。また同予選でも3分19秒35を記録し、こちらも日本高校新であった。

## 全国中学校水泳競技大会
中学2年生時の2023年、全国中学校水泳競技大会の男子100メートル背泳ぎに出場し、57秒31の香川県中学新記録で初優勝を果たした。
中学3年生時の2024年の全国中学校水泳競技大会において、男子100メートル背泳ぎで55秒25の日本中学新記録を樹立して優勝し、男子最優秀選手に選出された。2024年8月に開催された全国中学校水泳競技大会の男子100メートル背泳ぎ決勝において、55秒25の日本中学新記録を樹立して優勝した。自身の従来のベストタイムを1秒52更新する快記録であり、2009年に萩野公介がマークした記録（55秒33）を0秒08更新した。この記録は、前日に同大会で男子100メートル平泳ぎの中学新記録を出した野中龍生の泳ぎに刺激を受けたものだと語っている。  

## JOCジュニアオリンピックカップ

### 第45回(2022年度)全国JOCジュニアオリンピック夏季大会競技大会：長水路
2022年8月22日 (月)～2022年8月26日 (金)
- 男子11〜12歳 50m背泳ぎ：27秒97で優勝（大会新）[24]
- 男子11〜12歳 100m背泳ぎ：1分00秒78で優勝[25]

### 第46回(2023年度)全国JOCジュニアオリンピック夏季大会競技大会：長水路
2023年8月22日 (火)～2023年8月26日 (土)
- 男子13〜14歳 200m背泳ぎ：2分05秒39で優勝[26]

### 第46回(2023年度)全国JOCジュニアオリンピック春季大会競技大会：短水路
2024年3月27日 (水)～2024年3月30日 (土) 
- 男子13〜14歳 100m背泳ぎ：53秒52で優勝[27]
- 男子13〜14歳 200m背泳ぎ：1分56秒53で優勝[28]

### 第47回(2024年度)全国JOCジュニアオリンピック夏季水泳競技大会：長水路
2024年8月22日 (木)～2024年8月26日 (月)
- 男子13〜14歳 50m自由形：23秒00で優勝（予選では23秒45で大会新、日本中学新記録）[29]
- 男子13〜14歳 100m自由形：50秒32の大会新記録で優勝[30]
- 男子13〜14歳 200m背泳ぎ：2分02秒36で優勝[31]

### 第47回(2024年度)全国JOCジュニアオリンピック春季水泳競技大会：短水路
2025年3月27日 (木)～2025年3月30日 (日) 
- 男子15〜16歳 50m自由形：22秒19で優勝。中学新記録および大会新記録[32]。
- 男子 CS（チャンピオンシップ）A決勝 50m背泳ぎ：24秒12で3位[33]。
- 男子100m背泳ぎ（15〜16歳区分）：51秒77で優勝。中学新記録および大会新記録[34]。

## 競泳日本高校記録
長水路記録
| 種目                | 記録      | 樹立          | 大会                         | 場所       | 記録資料 |
| ------------------- | --------- | ------------- | ---------------------------- | ---------- | -------- |
| 4×100ｍフリーリレー | 3分18秒40 | 2025年8月19日 | 第10回世界ジュニア水泳選手権 | 🇷🇴オトペニ | 公式記録 |

## 競泳日本中学記録
長水路記録
| 種目       | 記録   | 樹立          | 大会                          | 場所                       | 記録資料 |
| ---------- | ------ | ------------- | ----------------------------- | -------------------------- | -------- |
| 50ｍ自由形 | 23秒00 | 2024年8月26日 | JOC夏季JOカップ               | 東京アクアティクスセンター | 公式記録 |
| 100m自由形 | 49秒79 | 2025年3月22日 | 第100回日本選手権水泳競技大会 | 東京アクアティクスセンター | 公式記録 |
| 50m背泳ぎ  | 25秒46 | 2025年3月23日 | 第100回日本選手権水泳競技大会 | 東京アクアティクスセンター | 公式記録 |
| 100m背泳ぎ | 55秒05 | 2025年3月20日 | 第100回日本選手権水泳競技大会 | 東京アクアティクスセンター | 公式記録 |

短水路記録
| 種目             | 記録   | 樹立           | 大会                 | 場所                       |
| ---------------- | ------ | -------------- | -------------------- | -------------------------- |
| 50ｍ自由形       | 22秒19 | 2025年3月29日  | JOC春季JOカップ      | 東京アクアティクスセンター |
| 50m背泳ぎ        | 23秒75 | 2024年10月19日 | 日本選手権(25m)      | 東京アクアティクスセンター |
| 100m背泳ぎ       | 51秒77 | 2025年3月30日  | JOC春季JOカップ      | 東京アクアティクスセンター |
| 100m個人メドレー | 53秒79 | 2024年10月5日  | 香川県招待スプリント | 香川県立総合水泳プール     |

## 競泳香川県記録
長水路記録
| 種目                | 記録      | 樹立          | 大会                          | 場所                       |
| ------------------- | --------- | ------------- | ----------------------------- | -------------------------- |
| 100m自由形          | 49秒79    | 2025年3月22日 | 第100回日本選手権水泳競技大会 | 東京アクアティクスセンター |
| 50m背泳ぎ           | 25秒46    | 2025年3月23日 | 第100回日本選手権水泳競技大会 | 東京アクアティクスセンター |
| 100m背泳ぎ          | 55秒05    | 2025年3月20日 | 第100回日本選手権水泳競技大会 | 東京アクアティクスセンター |
| 200m背泳ぎ          | 2分1秒86  | 2025年7月19日 | 第76回四国高等学校選手権      | くろしおアリーナ           |
| 4×100ｍフリーリレー | 3分31秒98 | 2024年9月14日 | 国スポ2024                    | SAGAアクア                 |

短水路記録
| 種目                | 記録      | 樹立           | 大会                   | 場所                       |
| ------------------- | --------- | -------------- | ---------------------- | -------------------------- |
| 200m自由形          | 1分47秒72 | 2025年2月16日  | 高知県SC記録会         | 高知くろしおアリーナ       |
| 50m背泳ぎ           | 23秒75    | 2024年10月19日 | 日本選手権(25m)        | 東京アクアティクスセンター |
| 100m背泳ぎ          | 51秒77    | 2025年3月30日  | JOC春季JOカップ        | 東京アクアティクスセンター |
| 200m背泳ぎ          | 1分56秒53 | 2024年3月29日  | JOC春季JOカップ        | 東京アクアティクスセンター |
| 100m個人メドレー    | 53秒79    | 2024年10月5日  | 香川県招待スプリント   | 香川県立総合水泳プール     |
| 200m個人メドレー    | 1分58秒95 | 2025年1月11日  | JSCA新年フェスティバル | アクアパレットまつやま     |
| 4×50フリーリレー    | 1分35秒00 | 2025年2月23日  | JOC予選会              | 香川県立総合水泳プール     |
| 4×50mメドレーリレー | 1分41秒87 | 2025年2月23日  | JOC予選会              | 香川県立総合水泳プール     |

## 競泳香川県高校記録
長水路記録
| 種目       | 記録     | 樹立          | 大会                     | 場所                   |
| ---------- | -------- | ------------- | ------------------------ | ---------------------- |
| 50m自由形  | 23秒33   | 2025年6月29日 | 高松市オープン           | 香川県立総合水泳プール |
| 100m自由形 | 51秒40   | 2025年6月7日  | 香川県高校総体           | 香川県立総合水泳プール |
| 100m背泳ぎ | 55秒05   | 2025年7月20日 | 第76回四国高等学校選手権 | くろしおアリーナ       |
| 200m背泳ぎ | 2分1秒86 | 2025年7月19日 | 第76回四国高等学校選手権 | くろしおアリーナ       |

短水路記録
| 種目             | 記録      | 樹立          | 大会     | 場所                   |
| ---------------- | --------- | ------------- | -------- | ---------------------- |
| 50m背泳ぎ        | 24秒49    | 2023年4月20日 | 香川県SC | 香川県立総合水泳プール |
| 100m背泳ぎ       | 52秒84    | 2023年4月20日 | 香川県SC | 香川県立総合水泳プール |
| 200m個人メドレー | 1分58秒39 | 2023年4月20日 | 香川県SC | 香川県立総合水泳プール |

## 競泳香川県中学記録
長水路記録
| 種目                 | 記録      | 樹立           | 大会                          | 場所                           |
| -------------------- | --------- | -------------- | ----------------------------- | ------------------------------ |
| 50ｍ自由形           | 23秒00    | 2024年8月27日  | JOC夏季JOカップ               | 東京アクアティクスセンター     |
| 100m自由形           | 49秒79    | 2025年3月22日  | 第100回日本選手権水泳競技大会 | 東京アクアティクスセンター     |
| 200m自由形           | 1分53秒33 | 2024年10月12日 | 山口きららカップ              | 山口きらら博記念公園水泳プール |
| 50m背泳ぎ            | 25秒46    | 2025年3月23日  | 第100回日本選手権水泳競技大会 | 東京アクアティクスセンター     |
| 100m背泳ぎ           | 55秒05    | 2025年3月20日  | 第100回日本選手権水泳競技大会 | 東京アクアティクスセンター     |
| 200m背泳ぎ           | 2分2秒36  | 2024年8月24日  | JOC夏季JOカップ               | 東京アクアティクスセンター     |
| 50ｍバラフライ       | 24秒75    | 2024年2月10日  | 山口きららカップ              | 山口きらら博記念公園水泳プール |
| 100mバタフライ       | 55秒47    | 2024年11月1日  | 東京スイミングセンター招待    | 東京アクアティクスセンター     |
| 200m個人メドレー     | 2分6秒35  | 2023年11月3日  | 東京スイミングセンター招待    | 東京アクアティクスセンター     |
| 4×100ｍフリーリレー  | 3分31秒98 | 2024年9月14日  | 国スポ2024                    | SAGAアクア                     |
| 4×50mメドレーリレー  | 1分59秒67 | 2022年8月23日  | JOC夏季JOカップ               | 東京辰巳国際                   |
| 4×100mメドレーリレー | 3分50秒20 | 2024年9月14日  | 国スポ2024                    | SAGAアクア                     |

短水路記録
| 種目                 | 記録      | 樹立           | 大会                   | 場所                       |
| -------------------- | --------- | -------------- | ---------------------- | -------------------------- |
| 50ｍ自由形           | 22秒19    | 2025年3月29日  | JOC春季JOカップ        | 東京アクアティクスセンター |
| 100m自由形           | 49秒57    | 2025年3月22日  | JSCA新年フェスティバル | アクアパレットまつやま     |
| 200m自由形           | 1分47秒72 | 2025年2月16日  | 高知県SC記録会         | 高知くろしおアリーナ       |
| 50m背泳ぎ            | 23秒75    | 2024年10月19日 | 日本選手権(25m)        | 東京アクアティクスセンター |
| 100m背泳ぎ           | 51秒77    | 2025年3月30日  | JOC春季JOカップ        | 東京アクアティクスセンター |
| 200m背泳ぎ           | 1分56秒53 | 2024年3月29日  | JOC春季JOカップ        | 東京アクアティクスセンター |
| 50ｍバラフライ       | 23秒80    | 2024年10月6日  | 香川県招待スプリント   | 香川県立総合水泳プール     |
| 100mバタフライ       | 54秒50    | 2024年2月18日  | 高知県SC記録会         | 高知くろしおアリーナ       |
| 100m個人メドレー     | 53秒79    | 2024年10月5日  | 香川県招待スプリント   | 香川県立総合水泳プール     |
| 200m個人メドレー     | 1分58秒95 | 2025年1月11日  | JSCA新年フェスティバル | アクアパレットまつやま     |
| 400m個人メドレー     | 4分20秒45 | 2024年7月28日  | JOC予選会              | 香川県立総合水泳プール     |
| 4×100mメドレーリレー | 3分47秒20 | 2024年2月18日  | 高知県SC記録会         | 高知くろしおアリーナ       |

## 競泳香川県学童記録
短水路記録
| 種目       | 記録      | 樹立          | 大会            | 場所                   |
| ---------- | --------- | ------------- | --------------- | ---------------------- |
| 50m背泳ぎ  | 27秒23    | 2022年3月27日 | JOC春季JOカップ | 東京辰巳国際           |
| 100m背泳ぎ | 1分00秒03 | 2022年3月28日 | JOC春季JOカップ | 東京辰巳国際           |
| 200m背泳ぎ | 2分13秒09 | 2022年2月27日 | JOC予選会       | 香川県立総合水泳プール |